# 第三次突厥-波斯戰爭
第三次突厥-波斯戰爭，是东罗马帝國與波斯薩珊王朝戰爭的一部分，在627年發生於外高加索地區。當時拜占廷皇帝希拉克略與西突厥汗國屬部可薩人的葉護莫賀設結盟聯攻薩珊王朝。
正當希拉克略向薩珊王朝首都泰西封前進時，可薩人也向波斯人在高加索的重要堡壘傑爾賓特進攻，傑爾賓特失守在波斯和高加索阿爾巴尼亞引發恐慌。霍斯劳二世決定派使者向可薩人求和。

## 後續
與此同時，希拉克略一直向泰西封前進，在尼尼微戰役打敗薩珊王朝軍隊，霍斯劳二世不久被兒子卡瓦德所殺，新王很快與拜占廷帝國簽訂和約。
因出兵高加索獲得大量財富，可薩人在翌年出兵高加索阿爾巴尼亞並派人徵收當地賦稅。